# 이춘숙
이춘숙(李春塾, 1889년 ~ 1935년)은 한국의 독립운동가이다.

## 생애
함경남도 정평군 출생으로 호는 관오(觀吾)이다. 경성 보성전문학교 법과를 졸업한 후 일본으로 유학갔다. 일본 중앙 대학을 1918년 6월 졸업하고 같은 해 7월 홍진의(洪震義)와 함께 만주·시베리아 지방 시찰 도중 니콜리스크에서 문창범(文昌範)·윤해(尹海)와 회견한 후 1919년 4월 중국 상해로 망명하여 대한민국 임시정부에 참여하였다. 1920년 4월까지 임시정부 임시의정원 의원과 부의장, 군무차장(軍務次長)·학무차장(學務次長) 등을 역임하면서 임시정부의 헌법개정(憲法改正), 국채통칙(國債通則), 공채발행조례(公債發行條例) 등의 제정에 참여하는 한편, 1920년 11월 상해민단장(上海民團長) 여운형(呂運亨)이 발기한 신한문화동맹(新韓文化同盟) 등에 참여하여 활동하였다. 동년 11월경 상해에서 체포된 후 국내로 압송되어 경성지방법원에서 소위 제령(制令) 제7호 위반으로 징역 5년을 받고, 청진형무소에서 복역하였다. 출옥 후 1931년 5월까지 신간회 경성지회의 총무간사, 중앙집행위원·중앙상무위원·조사부장 등으로 활동하였다.

## 사후
대한민국 정부는 2008년 건국훈장 독립장을 추서하였다.

## 참고 자료
- 이춘숙 : 독립유공자 공훈록 - 국가보훈처